# Peter Ludwig Mejdell Sylow
Peter Ludwig Mejdell Sylow (12. prosince 1832 Kristiania, Norsko – 7. září 1918 Kristiania, Norsko) byl norský matematik. Je známý zejména díky důležitým výsledkům v oblasti teorie grup, především díky tzv. Sylowovým větám.